# 埃克德勒维尔-艾讷维尔
埃克德勒维尔-艾讷维尔（法語：Équeurdreville-Hainneville，法語發音：[ekœʁdʁəvil ɛnvil]）是法国芒什省的一个旧市镇，位于该省北部，属于瑟堡区。埃克德勒维尔-艾讷维尔于1965年由原市镇埃克德勒维尔（Équeurdreville）和艾讷维尔（Hainneville）合并而成。2016年，埃克德勒维尔-艾讷维尔与另外4个市镇合并为新市镇科唐坦地区瑟堡。

## 地理
埃克德勒维尔-艾讷维尔（49°38'54"N, 1°39'17"W）面积12.83 平方千米，位于法国诺曼底大区芒什省，该省份为法国西北部沿海省份，西、北、东北三面环大西洋，东起顺时针与卡爾瓦多斯省、奧恩省、马耶讷省和伊勒-维莱讷省接壤。
与埃克德勒维尔-艾讷维尔接壤的市镇（或旧市镇、城区）包括：瑟堡-奥克特维尔、弗洛特芒维尔阿格、努安维尔、凯尔克维尔、托讷维尔、科唐坦地区瑟堡。

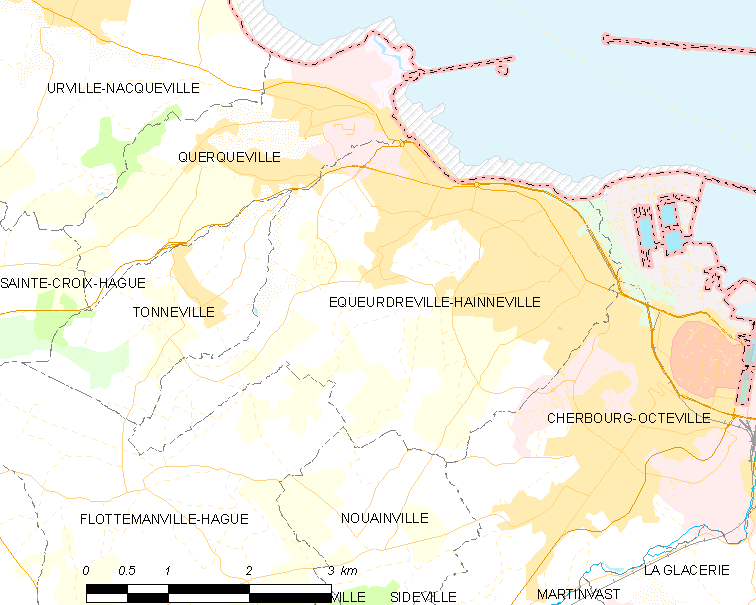
埃克德勒维尔-艾讷维尔的OSM定位图

埃克德勒维尔-艾讷维尔的时区为UTC+01:00、UTC+02:00（夏令时）。

## 行政
埃克德勒维尔-艾讷维尔的邮政编码为50120，INSEE市镇编码为50173。

## 政治
埃克德勒维尔-艾讷维尔所属的省级选区为科唐坦地区瑟堡第四县。

## 人口

1962-2008年间埃克德勒维尔-艾讷维尔人口变化图示

埃克德勒维尔-艾讷维尔于2018年1月1日时的人口数量为16392人。